# Sam Roberts
Sam Roberts (n. 2 de octubre de 1974; Westmount, Quebec, Canadá) es un cantante y compositor canadiense de indie rock. Ha publicado seis álbumes y ha estado firmado por Universal Music Group desde 2002. Su EP debut The Inhuman Condition]], alcanzó los listados en Canadá en 2002. 

## Discografía
Álbumes de estudio:
- 2003: We Were Born in a Flame
- 2006: Chemical City
- 2008: Love at the End of the World
- 2011: Collider
- 2014: Lo-Fantasy
- 2016: Terraform
- 2020: All Of Us
- 2023: The Adventures Of Ben Blank

EP:
- 2002: The Inhuman Condition
- 2016: Counting The Days